# Broen over floden Kwaï (bog)
Broen over floden Kwai ( fransk: Le Pont de la rivière Kwaï   ) er en roman af den franske forfatter Pierre Boulle, udgivet på fransk i 1952 og blev oversat til dansk af Mogens Boisen i 1958. Historien er fiktiv, men bruger opførelsen af Burma Jernbanen, i 1942 – 1943, som dens historiske ramme, og er delvist baseret på Pierre Boulles egen livserfaring med at arbejde på gummiplantager i Malaysia  og senere arbejde for allierede styrker i Singapore og Indokina under Anden Verdenskrig . Romanen omhandler situationen for britiske krigsfanger fra Anden Verdenskrig, der blev tvunget af den kejserlige japanske hær til at bygge en bro som del af " Dødsjernbanen ", der fik det tilnavn  på grund af det store antal fanger og værnepligtige, der døde under dens opførelse. Romanen vandt Frankrigs Prix Sainte-Beuve i 1952.

## Historisk kontekst
Det stort set fiktive plot er baseret på bygningen i 1942 af en af jernbanebroerne over Mae Klong -floden - omdøbt til Khwae Yai i 1960'erne - på et sted kaldet Tha Ma Kham, 5 km fra den thailandske by Kanchanaburi.

Ifølge Commonwealth War Graves Commission 
"Den berygtede Burma-Siam jernbane, bygget af Commonwealth, hollandske og amerikanske krigsfanger, var et japansk projekt drevet af behovet for forbedret kommunikation til at støtte den store japanske hær i Burma. Under dens opførelse døde cirka 13.000 krigsfanger og blev begravet langs jernbanen. Det anslås at mellem 80.000 og 100.000 civile også døde i løbet af projektet, hovedsageligt tvangsarbejde bragt fra Malaya og Hollandsk Ostindien, eller indkaldt i Siam (Thailand) og Burma (Myanmar) . To arbejdsstyrker, den ene baseret i Siam og den anden i Burma, arbejdede fra hver sin ende af linjen mod centrum."
Boulle havde været en fange af japanerne i Sydøstasien, og hans historie om samarbejde var baseret på hans erfaring med nogle franske officerer. Han valgte dog i stedet at bruge britiske officerer i sin bog.

## Plot oversigt
Historien beskriver brugen af fanger i fangelejren til at bygge broen, og hvordan et separat hold af eksperter fra 'Force 316' baseret i Calcutta blev sendt ind for at sabotere broen.
Oberstløjtnant Nicholson marcherer sine mænd ind i Krigsfangelejr 16, kommanderet af oberst Saito. Saito meddeler, at fangerne vil blive bedt om at arbejde på at bygge en bro over floden Kwai, så jernbaneforbindelsen mellem Bangkok og Rangoon kan fuldføres. Saito kræver også, at alle mænd, inklusive officerer, skal udføre manuelt arbejde. Som svar på dette informerer Nicholson Saito om, at i henhold til Haag-konventionerne (1899 og 1907) kan officerer ikke kræves til at udføre hårdt fysisk arbejde. Saito gentager sit krav, og Nicholson er vedholdende i sin afvisning af at underkaste sine officerer til manuelt arbejde. På grund af Nicholsons manglende vilje til at trække sig, bliver han og hans officerer placeret i "ovnene" — små jernkasser, der står i dagens varme. Til sidst tvinger Nicholsons stædighed Saito til at give efter.
Konstruktionen af broen tjener som et symbol på bevarelsen af professionalisme og personlig integritet for en fange, oberst Nicholson fremstår som en stolt perfektionist. Stillet mod oberst Saito, lederen af den japanske krigsfangelejr, vil Nicholson ikke desto mindre, ud fra en forvrænget pligtfølelse, hjælpe sin fjende. Mens da de allierede på ydersiden kæmper for at ødelægge broen, må Nicholson beslutte, hvad han skal ofre: sin patriotisme eller sin stolthed.
Boulles fremstilling af de britiske officerer er ofte på grænsen til det satiriske, hvor for eksempel oberst Nicholson bliver portrætteret som militær "snob". Boulle undersøger også venskab mellem individuelle soldater, også imellem fangetagere og fanger. De sejrrige japanske soldater samarbejder med deres fanger for at færdiggøre konstruktionen af broen.

## Historisk nøjagtighed
Hændelserne, der portrætteres i bogen, er for det meste fiktive, og på trods af de skildrer dårlige forhold og lidelser forårsaget af bygningen af Burma Railway og dens broer, var virkeligheden endnu mere rystende. Historisk set var forholdene meget værre .  Den virkelige højtstående allierede officer ved broen var den britiske oberstløjtnant Philip Toosey. I et BBC Timewatch -program udtaler en tidligere fange i lejren, at det er usandsynligt, at en mand som den fiktive Nicholson kunne være steget til oberstløjtnant; og hvis han havde det, ville han være blevet " elimineret stille" af de andre fanger. Julie Summers skriver i sin bog The Colonel of Tamarkan, at Pierre Boulle, der havde været krigsfange i Thailand, skabte den fiktive Nicholson-karakter som en blanding af hans minder om samarbejdende franske officerer.  Boulle skitserede det psykologiske ræsonnement, der fik ham til at undfange rollen som Nicholson, i et interview, som er en del af BBC2-dokumentaren "Return to the River Kwai" fra 1969, lavet af den tidligere POW John Coast. En udskrift af interviewet og dokumentaren som helhed kan findes i den nye udgave af John Coasts bog "Railroad of Death". 
I modsætning til den fiktive Nicholson var Toosey ikke en samarbejdspartner med japanerne. Toosey forsinkede faktisk bygningen af broen ved at blokere bygningsarbejdet. Mens Nicholson afviser sabotagehandlinger og andre bevidste forsøg på at forsinke fremskridt, opmuntrede Toosey dette: termitter blev indsamlet i stort antal for at spise trækonstruktionerne, og betonen var dårligt blandet.  

## Filmatisering
Romanen blev filmatiseret i 1957 under navnet The Bridge on the River Kwai, instrueret af David Lean, som vandt 1957 Oscar-prisen for bedste film . Denne film blev optaget i Sri Lanka (dengang kaldet Ceylon ), og en bro blev rejst med det formål at optage filmen over Kelani-floden ved Kitulgala, Sri Lanka.
Filmen var forholdsvis tro mod romanen, med to store undtagelser. Shears, der er en britisk kommandoofficer ligesom Warden i romanen, blev en amerikansk sømand, der flygter fra fangelejren. I romanen bliver broen ikke ødelagt: toget styrter ned i floden fra en sekundær ladning placeret af Warden, men Nicholson (som aldrig indser "hvad har jeg gjort?") falder ikke ned på stemplet, og broen lider kun mindre skader. Boulle nød ikke desto mindre filmversionen, selvom han var uenig i dens klimaks. 
Efter filmen blev udgivet, stod thaierne over for et problem, da tusindvis af turister kom for at se 'broen over floden Kwai', men en sådan bro eksisterede ikke på grund af Boulles førnævnte misforståelse. Da filmen og bogen skulle 'portrættere' broen over Mae Klong, omdøbte de thailandske myndigheder officielt floden. Mae Klong kaldes nu Kwae Yai ('Big Kwae') adskillige miles nord for sammenløbet med Kwae Noi ('Lille Kwae'), inklusive stykket under broen. 

## Parodi
I 1962 udgav Spike Milligan og Peter Sellers sammen med Peter Cook og Jonathan Miller pladen The Bridge on the River Wye, et parodi på filmversionen af Kwai baseret på Goon Show "An African Incident" fra 1957. Det var meningen, at den skulle have samme navn som filmen, men kort før dens udgivelse truede filmselskabet med sagsanlæg, hvis navnet blev brugt. Produceren George Martin redigerede "K"et, hver gang ordet "Kwai" blev talt. 